# Wlassics Gyula-díj
A Wlassics Gyula-díj azoknak a közművelődésben dolgozó szakembereknek adományozható állami kitüntetés, akik az iskolán kívüli művelődésben elméleti tevékenységükkel, új módszerek kidolgozásával, azok alkalmazásával és terjesztésével kiemelkedő eredménnyel szolgálták a korszerű művelődést és a művészi ízlés fejlesztését.
Az 1999-ben alapított díjat évente, augusztus 20-án, húsz személy kaphatja. A kitüntetett adományozást igazoló okiratot és érmet kap. Az érem kerek alakú, bronzból készült, átmérője 80 mm, vastagsága 8 mm. Az érem Bakos Ildikó szobrászművész alkotása, egyoldalas, Wlassics Gyula portréját ábrázolja, és WLASSICS GYULA-DÍJ felirattal van ellátva.

## Díjazottak

### 2009
- Babicsné Hegedűs Katalin, a Magyar Művelődési Intézet és Képzőművészeti Lektorátus Információs Központ osztályvezetője,
- Berényiné Szilaj Ilona, a hajdúszoboszlói Kovács Máté Városi Művelődési Központ és Könyvtár igazgatója,
- Csorba Csaba, a kazincbarcikai Egressy Béni Könyvtár, Kulturális és Sport Központ kulturális igazgató-helyettese,
- Dobróka András, a tiszaföldvári Városi Művelődési Ház igazgatója,
- Dombi Ildikó, a Békés Megyei Könyvtár és Humán Szolgáltatási Centrum Kulturális Iroda vezetője,
- Farkas Gyula, a medgyesegyházi Művelődési Ház és Könyvtár igazgatója,
- Gaál Anna, a Pest Megyei Közművelődési Intézet művészeti főtanácsosa, művelődésszervező,
- Gonda Ferenc, a Filharmónia Kelet-Magyarország Kht. ügyvezető igazgatója,
- Gönczi Mária, a debreceni Méliusz Juhász Péter Megyei Könyvtár és Művelődési Központ prémiumév programrésztvevője,
- Joós Tamás, a Vas Megyei Művelődési és Ifjúsági Központ igazgatója,
- Kacsányi Éva, a Pécsi Ifjúsági Központ szakmai igazgató-helyettese,
- Kapuvári Beatrix, a XIII. kerületi Közművelődési Nonprofit Kft. szakmai igazgatója,
- Nagy András László, a Magyar Szín-Játékos Szövetség elnökének,
- Olescher Tamás, a Marczibányi Téri Művelődési Központ- Vízivárosi Galéria vezetője,
- Sebőkné Zalka Ilona, a VI. kerület Rátkai Márton Klub titkára,
- Dr. Szabó Szabolcs, a pécsi Leőwey Klára Gimnázium tanára, karnagy,
- Dr. Szathmáryné Sipos Ildikónak, a nyíregyházi Krúdy Gyula Art Mozi és Rendezvénycentrum megbízott igazgatója,
- Tóth Erika, a tiszakécskei Arany János Művelődési Központ és Városi Könyvtár igazgatója,
- Trencsényi Imre újságíró,
- Walter János, a tápiószecsői Damjanich Művelődési Ház igazgatója

### 2006
- Andocs Aranka, a zánkai Faluház igazgatója
- Bak Lajos, a kecskeméti Erdei Ferenc Művelődési Központ és Művészeti Iskola igazgatója
- Dankáné Barabás Mária, a Pest Megyei Közművelődési Intézet művelődésszervezője
- Dombi Alajosné, a Felpécért Alapítvány elnöke
- Eke József, az algyői Faluház nyugalmazott igazgatója
- Gál Sándor, az egri Bartakovics Béla Művelődési Központ igazgató-helyettese
- Kállainé Vereb Mária, a kiskunfélegyházi Petőfi Sándor Városi Könyvtár igazgatója
- Kércsi Tibor, az encsi Városi Művelődési Központ és Könyvtár igazgatója
- Krizsán Mihály, az Általános Művelődési Központok Országos Egyesülete Ellenőrző Bizottság elnökének, a Földes Nagyközségi Népfőiskolai Egyesület titkára
- Laknerné Brückler Andrea, a pécsi Kulturális Központ igazgatója
- Matókné Kapás Julia, a szekszárdi Babits Mihály Művelődési Ház és Művészetek Háza igazgatója
- Németh Éva, a miskolci Bányász Kulturális Egyesület népművelője
- Péterffyné Szakáts Ildikó, a Magyar Művelődési Intézet szerkesztője
- Stumpf Gábor, a sárospataki Művelődés Háza népművelője
- Szabó Andrásné Győrfi Veronika, a Budapesti Művelődési Központ művelődésszervező-főmunkatársa
- Széll János, a gyulai Göndöcs Benedek Szakképző Iskola és Kollégium népművelő-tanára
- Újfalusi Gáborné Czakó Mária, a budapesti Arany Tíz Művelődési Központ igazgatója
- Vad Erzsébet, a Körösszegapáti Általános Művelődési Központ igazgatója
- Varga Ferenc, a Budakalászi Faluház igazgatója
- Wiktora Antal, a Vas Megyei Tudományos Ismeretterjesztő Egyesület igazgatója

### 2005
- Bekő Lászlóné, egyéni vállalkozó
- Borkutiné Murányi Mária, a Miskolci Nemzeti Színház szervezőiroda irodavezetője
- Budai Gábor, a ráckevei Ács Károly Művelődési Központ igazgatója
- Csasztvan András, a szarvasi Vajda Péter Művelődési Központ igazgatója
- Homoki-Szabóné Turi Andrea, a Honvéd Kulturális Szolgáltató Közhasznú társaság szentesi intézményvezetője
- Juszcák Zsuzsa, a Marczibányi Téri Művelődési Központ művelődésszervezője
- Korill Ferenc, a salgótarjáni József Attila Művelődési Központ igazgatója
- Koroknai Katalin, a debreceni Kölcsey Ferenc Megyei Közművelődési Intézet módszertani főelőadója
- Markovits Zsuzsa, népművelő
- Nagy Bertalanné, az abádszalóki Ember Mária Könyvtár könyvtárvezetője
- Nagy Éva, a Fejér Megyei Művelődési Központ népművelő, kulturális tanácsosa
- Soltiné Radnics Magdolna, a szigetszentmiklósi Városi Könyvtár és Intézményei igazgatója
- Szabó Mihály, Jakabszállás község polgármestere
- C. Szalai Ágnes, Veszprém Város Művelődési Központ és Könyvtár szakmai igazgatóhelyettese, főtanácsosa
- Szedlacsek Emília, az érdi Szepes Gyula Művelődési Központ igazgatója
- Szegediné Kupás Csilla, a hajdúböszörményi Sillye Gábor Művelődési Központ és Közösségi Ház közművelődési előadója
- dr. Szűcs Lászlóné, a Borsod-Abaúj-Zemplén Megyei Közművelődési és Idegenforgalmi Intézet amatőr előadó-művészeti szakreferense
- Szűcsné Sziklai Éva, a mezőberényi Petőfi Sándor Művelődési Központ igazgatója
- Tóth Csaba, a Nógrád Megyei Közművelődési és Turisztikai Intézet igazgatója
- Ziembicki Erzsébet Ágnes, a csepregi Petőfi Sándor Művelődési, Sportház és Könyvtár igazgatója